# Synandrospadix vermitoxicus
Synandrospadix vermitoxicus är en kallaväxtart som först beskrevs av August Heinrich Rudolf Grisebach, och fick sitt nu gällande namn av Adolf Engler. Synandrospadix vermitoxicus ingår i släktet Synandrospadix och familjen kallaväxter. Inga underarter finns listade.

## Bildgalleri

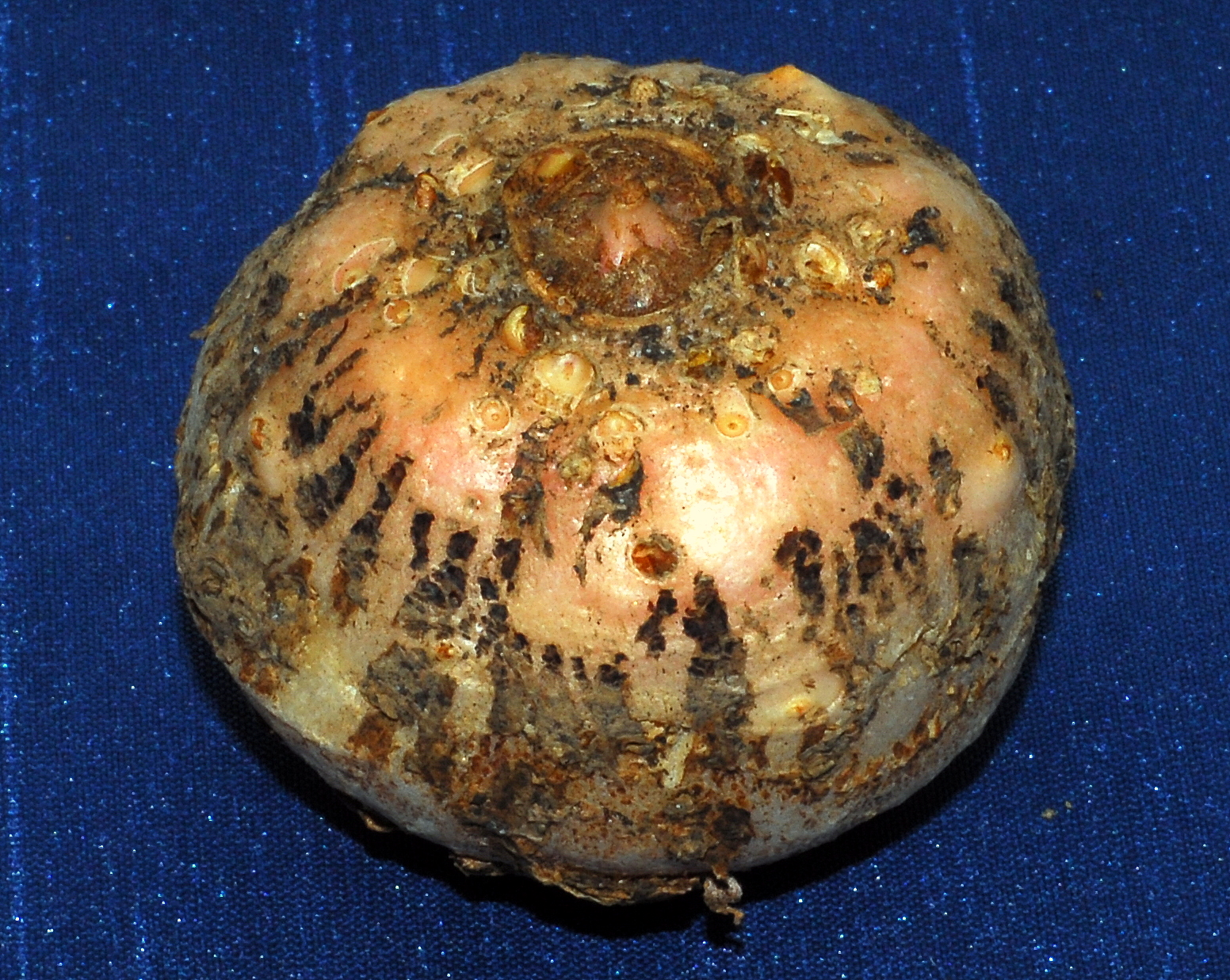